# Das Kriegspatenkind
Das Kriegspatenkind ist ein patriotisch und karitativ angelegtes, österreich-ungarisches Stummfilmdrama aus dem Jahre 1915.

## Handlung
Im Zentrum der Geschichte stehen ein pflichtbewusster Major mit seiner Familie und ein Arbeiter und Landsturmfeldwebel, ebenso mit Anhang. Beide Männer, die sich normalerweise im standesbewussten Österreich des 19. und frühen Jahrhunderts gesellschaftlich nie begegnet wären, werden durch die Kriegsereignisse aneinandergeschweißt. Der Arbeiter, nunmehr im militärischen Rang eines Feldwebels, rettet unter Dauerbeschuss durch den Feind seinen Vorgesetzten, den Major, als dieser verwundet liegen bleibt. Dabei fängt sich Feldwebel Klaus selbst eine tödliche Kugel ein. Major von Erben kennt den Namen seines Lebensretters nicht, möchte aber unbedingt, nachdem es zum Frieden gekommen ist und er den Rang eines Generals bekleidet, etwas für andere tun.
Und so engagiert sich die Offiziersgattin im Rahmen der Aktion Kriegspatenschaft und bekommt ein Kriegspatenkind zugeteilt, das in dieser Familie all diejenige Unterstützung, die es benötigt, erhält. Aus diesem zugeteilten Kind ist im Laufe der Jahre ein tüchtiger Ingenieur geworden, der zu den führenden Köpfen der Skoda-Werke aufgestiegen ist. Zwischen ihm und Marie von Erben, der Tochter des Generals, entbrennt eine innige Liebe. Der adelige General hat aus Standesdünkel einige Bedenken bezüglich einer Vermählung, da der Ingenieur lediglich ein Arbeiterkind ist, ändert aber seine Meinung schlagartig, als er von der Herkunft seines Kriegspatenkindes erfährt: es handelt sich dabei um niemand anderen als den Sohn seines einstigen Lebensretters Josef Klaus. Aus vollem Herzen umarmt er den künftigen Schwiegersohn und heißt ihn in seiner Familie herzlich willkommen.

## Produktionsnotizen
Das Kriegspatenkind entstand im Sommer 1915 mit Protektion aus höchsten Adelskreisen des Habsburger-Reiches. Die Drehorte in Wien waren der Kursalon, der Palais der Gräfin Nadine Berchtold und die Pirquet-Klinik. In Pilsen wurde in den dortigen Skoda-Werken gedreht.
Der Film besaß vier Akte und war etwa 1300 Meter lang. Die Uraufführung fand am 8. Oktober 1915 statt. Die Einnahmen orientierten sich an der Kriegskinderspende Deutscher Frauen. Das Gros der Profidarsteller war zu der Zeit am Burgtheater engagiert.
Sein propagandistisches Element lag darin begründet, dass man mit der Idee einer Kriegspatenschaft angesichts der großen Menschenverluste an den österreich-ungarischen Kriegsfronten ein Ausdünnen kommender Generationen vermeiden wollte. Anfang 1915 kam es zur Gründung der Aktion „Kriegspatenschaft“. Mitglieder des Kuratoriums waren mehrere Damen aus dem österreichischen Hochadel. Im Gründungsaufruf hieß es:
„In den Tagen, wo Tausende unserer Männer auf den Schlachtfeldern stehen, ist es patriotische und Herzenspflicht, mehr denn je dem Schutze des Kindes Fürsorge zuzuwenden; ist doch die kommende Generation dazu bestimmt, später die Lücken auszufüllen, die jetzt durch den Krieg in unsere Reihen gerissen werden.“

## Kritiken
„„Das Kriegspatenkind“ wird nicht nur eines jener lebensfrischen Dokumente der gewaltigen Ereignisse, die die gegenwärtigen Tage kennzeichnen … bilden, er wird auch uns und späteren Generationen im Zeichen des Friedens daran erinnern, daß zu einer Zeit, da Haß, Neid und Niedertracht die Welt in Brand zu stecken versuchen, das österreichische Herz nicht zu schlagen aufgehört hat und daß … Werke edler Nächsten- und Vaterlandsliebe geschaffen worden sind, die wohl zu den schönsten Trophäen eines endlichen Sieges zu zählen sein werden. (…) Der Regisseur Emil Leyde hat es verstanden, sich ganz der guten Erfindung Alfred Deutsch Germans anzupassen und technisch und szenisch ein Filmwerk zu schaffen, das … der Filmkunst überhaupt zur Ehre gereichen muß. (…) Georg Reimers als Major ist eine Prachtgestalt. (…) Gleich hervorragend ist Frau Lotte Medelsky (…) Franz Höbling als Landsturmfeldwebel entledigt sich seiner Rolle, wie dies besser wohl kaum möglich ist. Poldi Müller als Generalstochter ist reizend wie immer…“